# Adlwang
Adlwang osztrák község Felső-Ausztria Steyrvidéki járásában. 2019 januárjában 1876 lakosa volt. 

## Elhelyezkedése

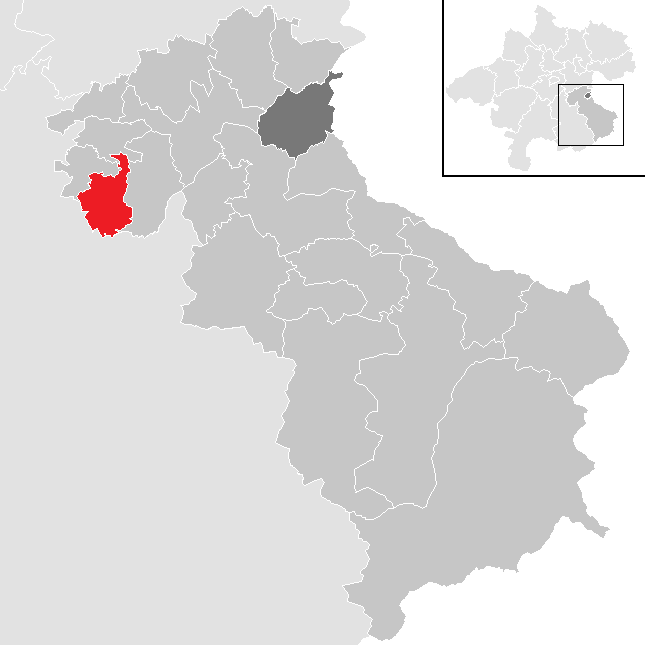
Adlwang a Steyrkörnyéki járásban

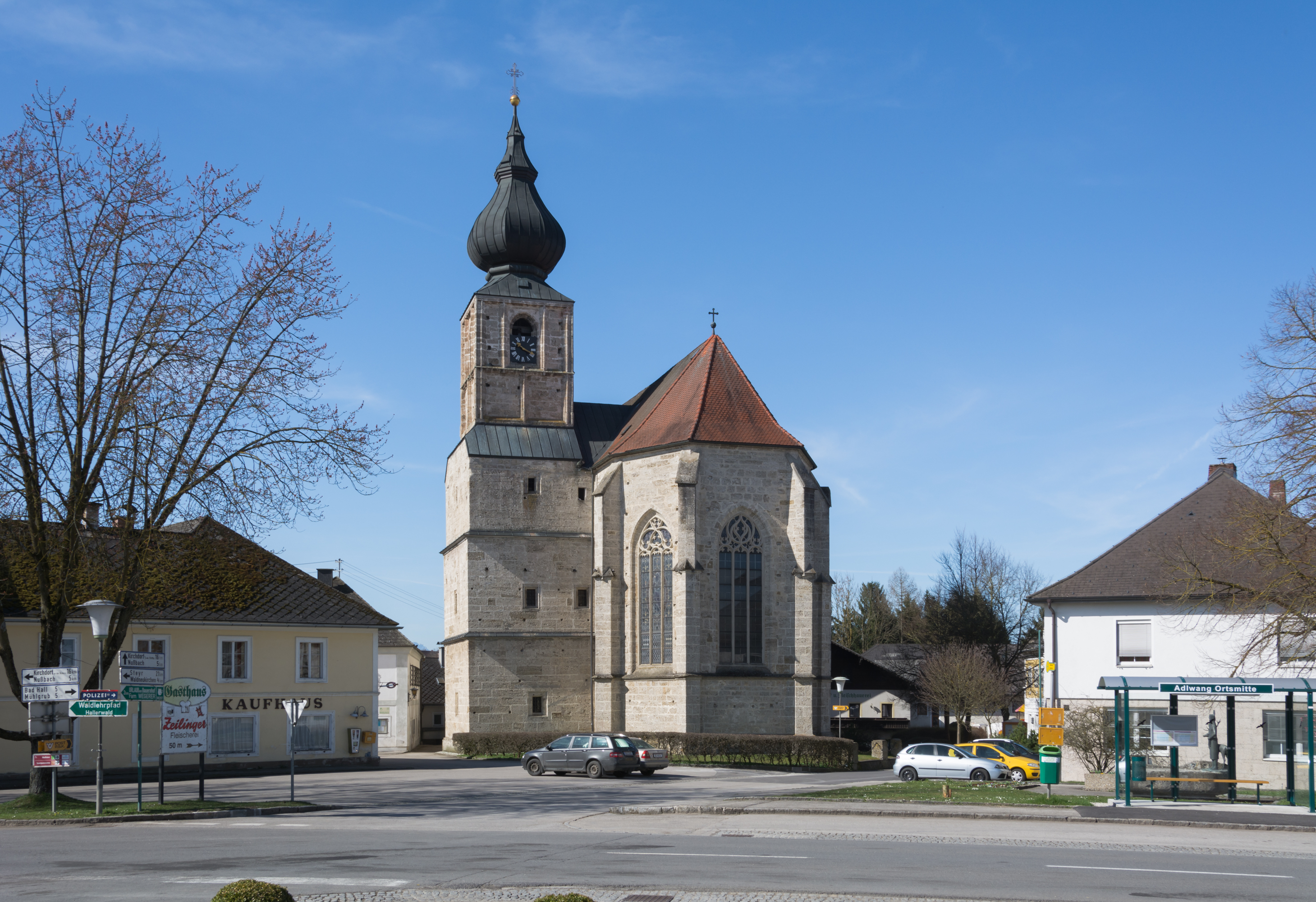
A Mária hét fájdalma-kegytemplom

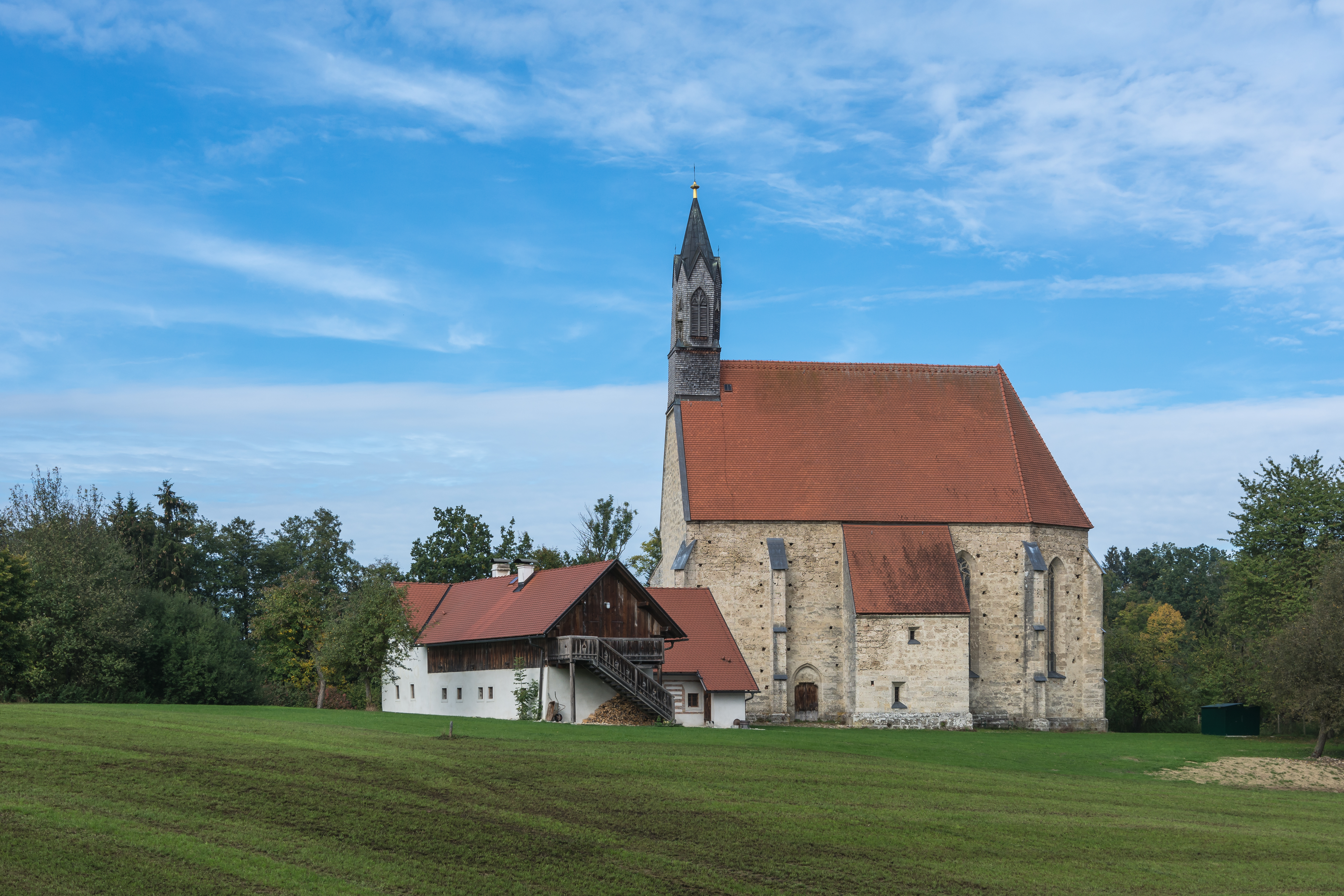
A Szt. Balázs-templom

Adlwang a tartomány Traunviertel régiójában fekszik a Sulzbach folyó mentén. Területének 15,9%-a erdő, 73,5% áll mezőgazdasági művelés alatt. Az önkormányzat egyetlen településből áll. 
A környező önkormányzatok: északnyugatra Pfarrkirchen bei Bad Hall, északra Bad Hall, keletre Waldneukirchen, délre Grünburg, nyugatra Nußbach.  

## Története
A község területét 777-ben adományozta III. Tasziló bajor herceg az általa alapított kremsmünsteri apátságnak, ezután kezdődhetett Adlwang betelepítése is. Első – bizonytalan – utalás templomára 1095-ből származik, amikor a salzburgi érsek felszentelte. Egy bizonyos Heinrich von Adlwang is feltűnik egy oklevél tanúi között, de a falu első vitathatatlan említése 1330-ból származik, amikor felsorolják a kremsmünsteri apátság birtokai között. Mivel egy forrásnál több alkalommal Szűz Máriát vélték látni, Adlwang kedvelt zarándoklathellyé vált. 1431-ben IV. Jenő pápa engedélyezte, hogy a helyi templom – amely hamarosan túl szűkké vált és a 15. és a 16. században is ki kellett bővíteni – búcsúcédulákat árulhasson, ami tovább növelte a látogatók számát. A reformáció során a lakosság többsége áttért a protestáns hitre.     
Az 1598-as parasztfelkelésben az adlwangiak jelentős szerepet játszottak, annak egyik vezére, Wolf Ackerlhaider a faluból származott. A felkelés bukása után elfogták és lefejezték. Az ellenreformáció során az adlwangi zarándokhelyet a kremsmünsteri szerzetesekre bízták, akik jelentős fejlesztéseket hajtottak végre. 1696-ban már évente több mint ezer misét celebráltak a templomban és a tartomány egyik legfontosabb zarándokhelyeként Felső-Ausztria Mariazelleként emlegették. Mindennek II. József trónra lépésével lett vége, mert a császár minden zarándokhelyet be akart záratni. A kolostor apátja és a papság csak vonakodva engedelmeskedett, ezért a hatóságok megvonták Adlwangtól a szuperiorátusi státuszt (egyházközséggé fokozva le) és a kegyeleti szobrot képpel cserélték le. 1790 húsvétján azonban az adlwangi asszonyok berontottak a templomba, letépték az oltár díszeit és visszahelyezték a szobrot eredeti helyére. Az esetnek nem lett következménye, mert II. József hamarosan meghalt, utóda, II. Lipót nem foglalkozott az üggyel.      
Az 1848-as forradalom után felszámolták a feudális birtokrendszert és megalakultak a települési önkormányzatok. Adlwangot a környező községekhez osztották be, csak 1893-ban sikerült a lakosságnak elérnie, hogy saját községi önkormányzatuk legyen (leginkább Waldneukirchen területéből). Az 1938-as Anschluss során a népszavazáson egy kivételével valamennyi adlwangi a Német Birodalomhoz való csatlakozásra voksolt. A második világháború alatt 25 francia hadifoglyot küldtek a faluba, hogy segítsenek a mezőgazdasági munkálatoknál. A háború vége felé az iskolát átadták a menekülteknek. A községen áthaladt egy Fürstenfeldből Mauthausenbe tartó zsidó halálmenet, melynek 800 tagjából sokan itt haltak meg. Egy "Wehrwölfe" nevű, fiatalokból álló csoport erőszakkal megpróbálta átvenni a hatalmat a községben, egy bécsi diákot agyon is lőttek, aki felszólalt a háború ellen. Az amerikaiak 1945. május 5-én vonultak be Adlwangba.   

## Lakosság
Az adlwangi önkormányzat területén 2019 januárjában 1876 fő élt. A lakosságszám 1961 óta gyarapodó tendenciát mutat. 2017-ben a helybeliek 96,2%-a volt osztrák állampolgár; a külföldiek közül 0,8% a régi (2004 előtti), 2% az új EU-tagállamokból érkezett. 2001-ben a lakosok 89,4%-a római katolikusnak, 2,7% evangélikusnak, 1,4% mohamedánnak, 3,2% pedig felekezeten kívülinek vallotta magát. Ugyanekkor egy magyar élt a községben; a legnagyobb nemzetiségi csoportot a német (95,5%) mellett a horvátok alkották 2,5%-kal.
A népesség változása:

| 2016 | 1 779 |
| 2018 | 1 806 |

## Látnivalók
- a Mária hét fájdalma-kegytemplom
- a Szt. Balázs-templom

## Testvértelepülések
- Engelrod (Németország)

## Fordítás
- Ez a szócikk részben vagy egészben  az   Adlwang című német Wikipédia-szócikk ezen változatának fordításán alapul.  Az eredeti cikk szerkesztőit annak laptörténete sorolja fel. Ez a jelzés csupán a megfogalmazás eredetét és a szerzői jogokat jelzi, nem szolgál a cikkben szereplő információk forrásmegjelöléseként.